# Schabziger

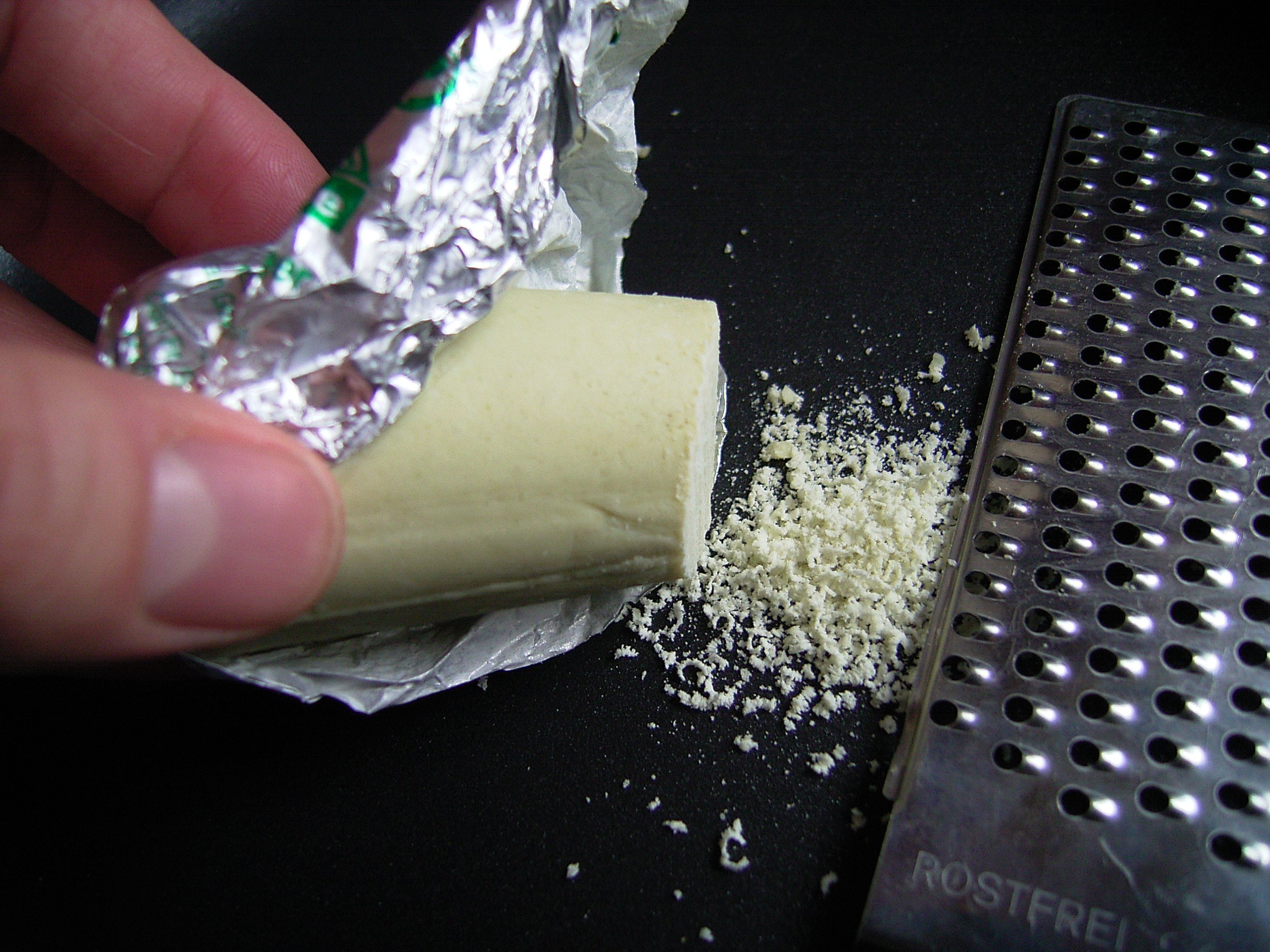
Zigerstöckli

Schabziger är en surmjölksost som görs av skummjölk och smaksätts med blåväppling (Trigonella caerulea) och salt. Osten har medeltida anor och tillverkas numera endast i kantonen Glarus i Schweiz.

## Osten
Den färdiga ostens form är en ofta halvdecimeterhög, något konisk cylinder (Stöckli). Doften är mycket egenartad. Idag äts osten sällan i bit, utan den får smaksätta exempelvis pastarätter. Fetthalten i torrsubstansen är normalt under 3 %.

### Zigersmör
Zigersmör är en besläktad produkt som består av schabziger och smör. Den säljs under beteckningarna Ankeziger, Zigerbutter eller Zibu.

## Tillverkning och marknadsföring
Den magra färskosten får jäsa mellan fyra och tolv veckor, och kallas då för Rohziger (råziger). Råzigern förs till en fabrik där den saltas, mals och genomgår smörsyrejäsning. Slutligen mals osten igen, smaksätts med blåväppling och pressas till form. 
Årsproduktionen av råziger är 365 ton. Därav tillverkar GESKA i staden Glarus 340 ton zigerprodukter, varav 30 % exporteras, framför allt till Nederländerna och Tyskland men även till USA.

## Historia
Handel med Schabziger är dokumenterad i Zürich från 1429. År 1463 utfärdade Glarus landsgemeinde ett dekret som reglerade ostens tillverkning och märkning. Idag har osten blivit en symbol för kantonen Glarus.